# Heinrich Daniel Ruhmkorff

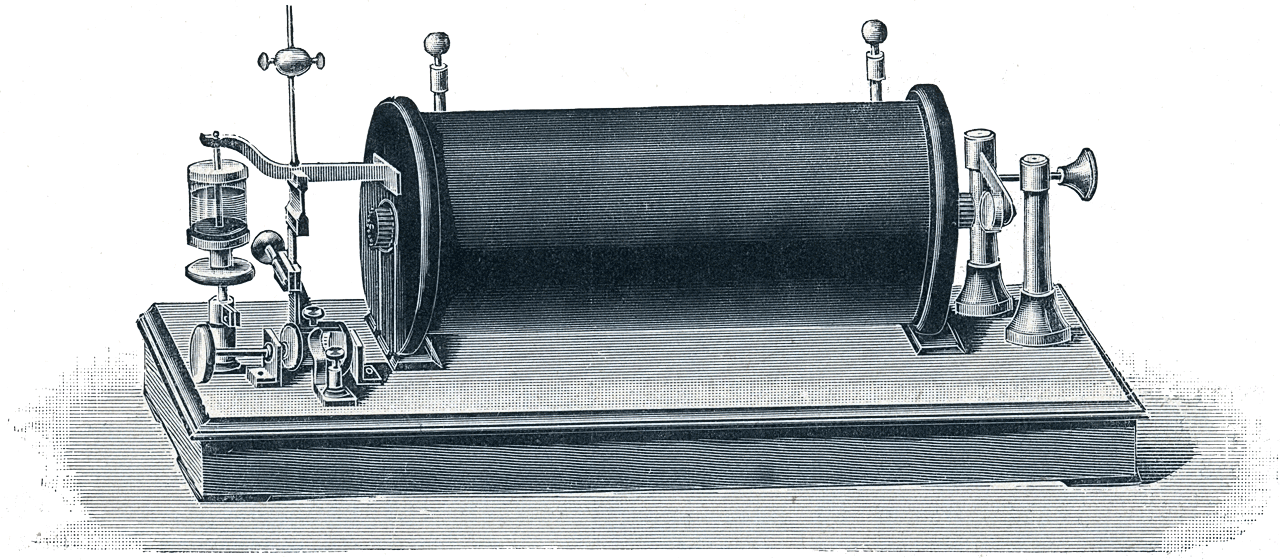
Induktionsapparat efter Ruhmkorff

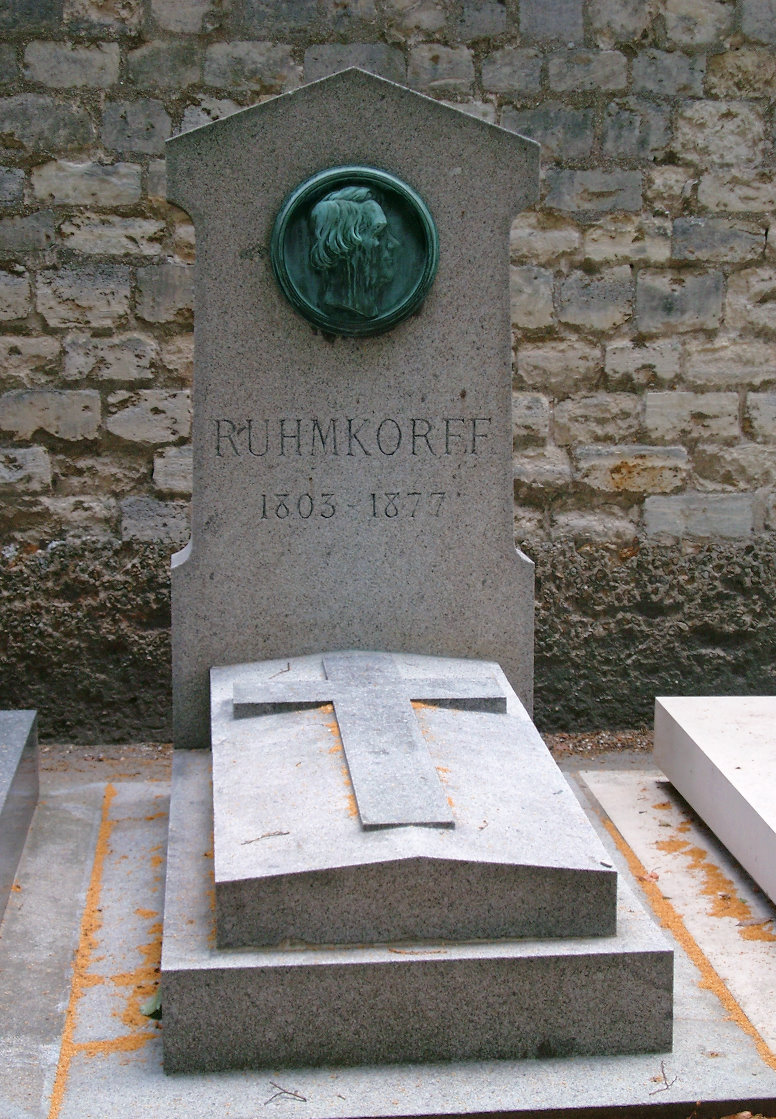
Heinrich Daniel Ruhmkorffs grav på Montparnassekyrkogården i Paris

Heinrich Daniel Ruhmkorff (Rühmkorff) född 15 januari 1803 i Hannover, död 20 december 1877 i Paris, var en tysk ingenjör som var först med att kommersiellt bygga induktionsapparater. Hans induktionsapparater blev kända som Ruhmkorffs rulle och dyker upp i flera av Jules Vernes romaner.

## Utbildning
Ruhmkorff föddes i Hannover. Han själv bytte namnet från Rühmkorff till Ruhmkorff efter att han hade lämnat Tyskland. Han utbildade sig som lärling hos en mekaniker i Hannover innan han flyttade till London. Där ska han ha jobbat i uppfinnaren Joseph Bramahs företag. Efter sin tid i London grundade han en egen elektrisk verkstad i Paris.

## Uppfinnaren
Ruhmkorffs största framsteg var de förbättringar som han genomförde på induktionsapparaten. Under mitten av 1800-talet gjordes stora framsteg i förståelsen av elektriciteten. Efter Michael Faradays upptäckt av den elektromagnetiska induktionen började man i USA och Europa studera fenomenet. Detta gav upphov till uppfinningen av induktionsapparater som gjorde det möjligt att omvandla förhållandevis låga spänningar från batterier till mycket höga spänningar av flera tiotusen volt. Dessa spänningar kunde bilda långa gnistor mellan två elektroder i luft. Apparaterna fick därav även namnet gnistinduktor.
Ruhmkorff tog år 1851 patent på sin första induktionsapparat som gav gnistor av 50 mm längd i luft (som motsvarar en spänning på ungefär 50000 V). Några år senare undersökte han en förbättrad version av den amerikanska uppfinnaren Edward Samuel Ritchie, 
och förbättrade apparaten bland annat med hjälp av glas som elektrisk isolator. Den nya induktionsapparaten gav mer än 30 cm långa gnistor.
År 1858 blev Ruhmkorff tilldelat ett pris på 50000 Franc av Napoleon III som belöning för den främsta upptäckten inom tillämpningen av elektricitet. Han dog 1877 i Paris och fick sin sista viloplats på den kända Montparnassekyrkogården.

## Uppfinningens betydelse
Idag har induktionsapparaten ingen direkt användning längre. Det finns effektivare sätt att tillverka höga spänningar, men grundprincipen används fortfarande till exempel i förbränningsmotorns tändspole. Under 1800-talet spelade dock induktionsapparaten en stor roll i utvecklingen av fysiken, tekniken och elektriciteten. 

### Telekommunikation
De första experimenten inom trådlös telegrafi genomförde Heinrich Hertz år 1888 med hjälp av en induktionsapparat. Även Guglielmo Marconi använde induktionsapparater i sina gnistsändare. Först år 1906 lyckades man att ersätta induktionsapparater inom telegrafin med hjälp av högfrekvensgeneratorer.

### Belysning
Induktionsapparater användes tidigt för att studera strömtransporten i olika gaser. De Geisslerska rören av Heinrich Geissler kan ses som föregångaren till dagens lysrör.

### Medicinteknik
Redan under 1800-talet användes induktionsapparater inom elektroterapin med växlande och tveksam framgång. Ett stort genombrott inom medicintekniken blev år 1895 upptäckten av röntgenstrålningen genom Wilhelm Röntgen. Under en lång tid användes induktionsapparater för att genera den högspänningen som röntgenröret behöver.

### Populärvetenskap
Den franske författaren Jules Verne blandade i sina romaner dåtida vetenskapliga upptäckter och fantasi. I flera av hans romaner  låter han sina romanfigurer använda så kallade "Ruhmkorff-lampor", som beskrivs som bärbara elektriska lampor. Dessa lampor fanns på riktigt och uppfanns för användning i gruvor av A. Dumas and Dr. Benoit.
Lamporna bestod av ett Geisslerrör och en batteridriven induktionsapparat.

## Eftermäle
Asteroiden 15273 Ruhmkorff är uppkallad efter honom.